# Jacques de Ghazir
Jacques de Ghazir ou Abouna Yaacoub (en arabe ابونا يعقوب), né Khalil El-Haddad à Ghazir le 1er février 1875 et mort à Beyrouth le 26 juin 1954, est un capucin libanais fondateur des Franciscaines de la Croix du Liban et reconnu bienheureux par l'Église catholique.

## Biographie
Khalil Boutros Saleh El-Haddad (en arabe خليل بطرس صالح الحداد) est né le 1er février 1875 au Liban, fils de Boutros Saleh El-Haddad et de Chams Youakim El-Haddad. Le petit Khalil est baptisé en l’église Notre-Dame el-Habchié le 21 février 1875. Il fréquenta l'école Saint-François à Ghazir, puis l'école de Mzar de (1885 à 1891). Il termine ses études au collège de La Sagesse à Beyrouth où il étudie l'arabe en plus du français et du syriaque. 
En 1892, il quitte le Liban et enseigne l'arabe de 1892 à 1893 au collège Saint-Marc d'Alexandrie tenu par les frères des écoles chrétiennes où il ressent un fort appel à la vie religieuse. Il entre chez les frères mineurs capucins à Khashbau le 25 août 1893 et reçoit le nom de Jacques en l'honneur de saint Jacques de la  Marche. Il prononce ses vœux religieux en 1898 et reçoit l'habit le 26 mars 1894.
Il est ordonné prêtre le 1er novembre 1901 à Beyrouth par Mgr Carlos Duval dans la chapelle du vicariat apostolique de Beyrouth. Il portera jusqu'à la fin de sa vie le nom d'Abouna Yaacoub.  Il est assigné au couvent de Bab Idriss où il travaille à l'amélioration spirituelle des fidèles. Il fonde plusieurs églises, hôpitaux, écoles et orphelinats. De 1903 à 1914, il est prédicateur itinérant. En 1905 il est nommé directeur de toutes les écoles gérées par les capucins. 
Le père El-Haddād entreprend également un pèlerinage au sanctuaire de Lourdes et à Assise et rencontre le pape Pie X en audience privée à l'occasion d'un voyage à Rome. Les capucins français quittent le Liban en 1914, la mission de l'ordre est confiée à El-Haddad qui accomplit son travail avec beaucoup de diligence et d'attention. Le 25 août 1919, il achète un terrain sur la colline de Jall-Eddib, au nord de Beyrouth, et construit une chapelle dédiée à Notre-Dame de la Mer en érigeant une grande croix à proximité de la chapelle. Il introduit également le Tiers-Ordre franciscain au Liban. En 1919, il fonde l'école Saint-François à Jall-Eddib. 
En 1930, il fonde les Franciscaines de la Croix du Liban pour venir en aide aux personnes âgées et handicapées. Sœur Marie Zougheib est sa première collaboratrice et l'aide à fonder la nouvelle congrégation. Il insiste dans les constitutions religieuses pour que les œuvres de miséricorde ne soient jamais négligées. En 1933, il ouvre à Deir-el-Qamar la maison du Sacré-Cœur, un orphelinat pour filles et un hôpital des filles handicapées puis en 1948 l'hôpital de Notre-Dame pour personnes âgées et ceux qui souffrent de maladies chroniques. En 1950, il fonde la maison de saint Antoine pour les mendiants et les vagabonds que la police trouve errant dans les rues.
Il laisse un total de 24 volumes de sermons qu'il a donnés au Liban, en Iran et en Palestine. Il a également prêché à travers la Syrie et l'Irak. Il reçoit d'Émile Eddé l'ordre du Mérite le 5 janvier 1938. Le président Béchara el-Khoury lui décerne la médaille d'or du mérite libanais le 2 juin 1949 et le grade d'officier de la médaille de l'ordre national du Cèdre le 26 novembre 1951. Le père El-Haddād décède le 26 juin 1954. Le nonce apostolique Giuseppe Beltrami dira de lui : « Il était le plus grand homme que le Liban ait donné à notre époque. » Alfred Naccache, représentant le président Camille Chamoun, épingle sur le défunt prêtre la médaille de l'ordre national du Cèdre.
Le pape Jean-Paul II le reconnaît vénérable le 21 décembre 1992. Benoît XVI approuve sa béatification et délègue le cardinal José Saraiva Martins qui préside la célébration le 22 juin 2008 à Beyrouth.